# Chaetodiadema japonicum
Chaetodiadema japonicum is een zee-egel uit de familie Diadematidae.
De wetenschappelijke naam van de soort werd in 1904 gepubliceerd door Theodor Mortensen.